# Hongkou, Sichuan
Hongkou (kinesiska: 虹口乡, 虹口) är en socken i Kina. Den ligger i provinsen Sichuan, i den sydvästra delen av landet, omkring 64 kilometer nordväst om provinshuvudstaden Chengdu. Antalet invånare är 5 647. Befolkningen består av 2 681 kvinnor och 2 966 män. Barn under 15 år utgör 11,0 %, vuxna 15-64 år 77 %, och äldre över 65 år 11,0 %.
Genomsnittlig årsnederbörd är 1 340 millimeter. Den regnigaste månaden är juli, med i genomsnitt 356 mm nederbörd, och den torraste är december, med 9 mm nederbörd.